# Otto II van Ravensberg
Otto II van Ravensberg (overleden op 1 april 1244) was van 1221 tot 1226 graaf van Ravensberg en van 1226 tot aan zijn dood graaf van Vlotho en Vechta.

## Levensloop
Otto II was een zoon van graaf Herman II van Ravensberg en diens echtgenote Jutta, dochter van landgraaf Lodewijk II van Thüringen.
Begin 13e eeuw vocht Otto aan de zijde van zijn vader tegen de graven van Tecklenburg. Daarbij werd graaf Simon I van Tecklenburg in 1302 door de Ravensbergers gedood. Vervolgens werden Otto en zijn vader korte tijd gevangengenomen. Ze moesten de Tecklenburgers als leenheren van bepaalde delen van hun gebied erkennen. Uiteindelijk bemiddelde aartsbisschop van Keulen Adolf I van Altena een verzoening tussen beide partijen.
In 1221 erfde hij samen met zijn broer Lodewijk het graafschap Ravensberg. Het kwam al snel tot een conflict tussen de broers en uiteindelijk sloten ze in 1226 een verdelingsverdrag. Otto II kreeg de districten Vlotho en Vechta toegewezen, terwijl Lodewijk de rest van het graafschap Ravensberg behield. Deze verdeling verzwakte het graafschap Ravensberg. 
Na de moord op aartsbisschop van Keulen Engelbert II van Berg, vluchtte Frederik van Isenburg naar het hof van de met hem verwante Tecklenburgers. Beide partijen werden geëxcommuniceerd. Engelberts opvolger Hendrik I van Molenark sloot een alliantie met bisschop van Osnabrück Koenraad I van Velber tegen de Tecklenburgers en ook Otto en Lodewijk hernieuwden hun vete tegen hen. In 1231 sloten de broers een nieuw vredesverdrag met de Tecklenburgers, waarbij verschillende bezittingen naar de Ravensbergers terugkeerden en het leenheerschap van de Tecklenburgers over bepaalde delen van het graafschap werd opgeheven. Om de verzoening met het huis Tecklenburg verder te bevestigen, huwelijkte Otto II zijn dochter Jutta uit aan graaf Hendrik III van Tecklenburg.
In 1232 nam hij deel aan de Rijksdag van Rooms-Duits koning Hendrik VII in Worms. 
In 1244 stierf Otto II. Hij werd bijgezet in het klooster van Bersenbrück, dat hij in 1231 met zijn echtgenote Sophia had opgericht. Omdat hij zonder mannelijke nakomelingen stierf, gingen zijn bezittingen naar zijn broer Lodewijk. Dit werd echter betwist door zijn dochter Jutta en de Tecklenburgers. De daaropvolgende vete werd gewonnen door Jutta en Hendrik III, waardoor de graafschappen Vlotho en Vechta in handen van het huis Tecklenburg kwam.

## Huwelijk en nakomelingen
Otto II huwde met Sophia, dochter van graaf Burchard van Oldenburg-Wildeshausen. Ze kregen twee kinderen:
- Herman, jong gestorven
- Jutta (overleden in 1301/1302), gravin van Vlotho en Vechta, huwde eerst met graaf Hendrik III van Tecklenburg en daarna met graaf Walram III van Monschau